# Phyllometra culminaria
Phyllometra culminaria là một loài bướm đêm trong họ Geometridae.